# Yoichi Hiruma
Yoichi Hiruma (蛭魔 妖一?, Hiruma Yōichi) è un personaggio immaginario protagonista del manga e anime Eyeshield 21, creato da Riichirō Inagaki e disegnato da Yūsuke Murata.

## Biografia del personaggio
Yoichi Hiruma è il quarterback dei Deimon Devil Bats, nonché capitano e forza trainante della squadra. È lui che, vedendo la velocità impressionante di Sena Kobayakawa mentre, nel primo episodio, scappa dai fratelli Eh Eh, lo costringe a divenire membro della sua squadra, sotto il nome in codice di Eyeshield 21, un asso del football giapponese che ha sfondato in America. È responsabile dell'organizzazione di tutte le partite e individua anche i nuovi giocatori promettenti, come ha fatto con Sena. Il suo obbiettivo primario è formare una squadra che gli permetta di vincere il Christmas Bowl ed è determinato ad arrivarci con i suoi primi compagni, Kurita e Musashi.
Hiruma ha un aspetto volutamente diabolico, ancora più accentuato dal suo comportamento aggressivo sia dentro che fuori dal campo. Non a caso, il suo nome vuol dire “demone sanguisuga”. L'aspetto più strano del suo volto sono i denti, lunghi e appuntiti come zanne, e le orecchie a punta, con vari piercing, che gli conferiscono un aspetto decisamente intimidatorio. Possiede una vastissima gamma di armi da fuoco, che non esita ad utilizzare se qualcuno non fa come dice lui, anche se, a volte, spara in aria senza una ragione precisa.
Nonostante sia un protagonista, Hiruma è spesso descritto come “il male” da parte degli altri personaggi e, in tutta la Deimon High School, lo considerano una persona terribile e anche pazza. È però un soprannome appropriato, perché Hiruma è a conoscenza di informazioni private, nonché parecchio imbarazzanti, su chiunque nell'intera area di Tokyo, e le utilizza per ricattare chi vuole. Un altro suo pseudonimo, utilizzato solo nell'anime in versione americana, è "torre di controllo dell'inferno".
È dotato di una notevole velocità e di una discreta forza fisica, che gli permettono di correre 40 yard in 5.1 secondi e di possedere un block pari a 75 kg di pressione; il suo punto forte sono i lanci, molto veloci e precisi, che richiedono qualcuno altrettanto capace nella ricezione. È un autentico mago nel fare finte durante i passaggi ed è un eccellente stratega, e per questo viene soprannominato "lo stratega infernale", ma i suoi calci, pur molto alti, sono fondamentalmente privi di precisione e profondità.

## Caratterizzazione

### Passato
Sette anni prima dell'inizio della serie, quando Hiruma ne aveva dieci, entrò di nascosto in una base militare americana, dove assistette ad una partita di football. Si appassionò presto al gioco, e ne imparò le regole e le tattiche. Grazie alle sue conoscenze, che gli permettevano di scommettere su squadre vincenti, fece una piccola fortuna con le scommesse sportive. Entrato alla Mao Junior High, quando si tinse i capelli di biondo per ragioni non note, conobbe Kurita, con il quale giocò una partita nella base citata prima, sostituendo due giocatori malati. La sua squadra perse, ma, da allora, si mise in testa di formare una squadra vincente che gli permettesse di vincere il Christmas Bowl. Al fine di formare un club di football americano, Hiruma ha creato una rete di informazioni in tutta la zona di Tokyo, che gli ha permesso di ottenere alcune informazioni sul vice preside della Mao, che ha ricattato per avere il permesso di formare il club. Proprio grazie al club, Hiruma e Kurita conobbero Musashi, deciso a entrare nella squadra perché lo reputava divertente. I tre fecero un patto, secondo il quale ognuno si impegnava a raggiungere il Christmas Bowl. Decisero di unirsi al Naga Shinryuuji, una squadra che aveva vinto tutti i tornei del Kanto. Hiruma e Musashi vennero ammessi, ma al posto di Kurita entrò Agon. Allora gli altri, per non voltare le spalle all'amico, si iscrissero con lui alla Deimon High School, che neanche aveva una squadra di football prima del loro arrivo. Fondarono quindi i Deimon Devil Bats, con Hiruma come quarterback, Kurita come lineman e Musashi come kicker. Malgrado la mancanza di tutti gli altri giocatori, Hiruma rimase ottimista e, fedele al suo temperamento, tramite i suoi ricatti sottrasse giocatori agli altri club, fino a raggiungere il numero necessario. Nonostante questo, la squadra non vinse mai una partita, riuscendo a perdere a 99-0 contro l'Ojo. Inoltre, Musashi fu costretto a lasciare la squadra, quando suo padre si ammalò, per mandare avanti l'impresa di famiglia.

### Eyeshield 21
All'inizio della serie, Hiruma e Kurita, al loro secondo anno di liceo, con un metodo molto aggressivo, tentano di reclutare nuovi giocatori per la squadra tra le matricole. In un primo momento, l'unico che riescono ad accalappiare è il riluttante Sena Kobayakawa, a causa della sua eccelsa velocità, che lo rende automaticamente un running back. Riusciti a entrare nel Torneo di Primavera, vengono presto eliminati dall'Ojo. Dopo la sconfitta, Hiruma si adopera ancora di più per trovare giocatori. Tramite intimidazioni, ricatti, cyber terrorismo e altri metodi simili, svolge un ruolo centrale nel reclutamento dei nuovi membri. La sua facciata demoniaca è vista anche attraverso la manager della squadra, Mamori Anezaki, con la quale Hiruma ha continuamente a ridire, con scherzi, litigi e ricatti. È anche dotato di un impressionante forza di volontà, semplice e pura, che gli permette di riprendersi, per esempio, da un braccio rotto in pochi giorni, anche grazie all'aiuto di una terapia a base di ossigeno.
Dopo il Christmas Bowl, Shin seleziona Hiruma per il ruolo di quarterback nel Team Japan. In breve, riesce a divenire il principale stratega della squadra grazie alle sue abilità e si mostra in netta opposizione al quarterback e torre di controllo della squadra statunitense, Clifford D. Lewis.
Nel capitolo 333 la trama è saltata avanti di due anni. Hiruma, ora all'università, è parte della squadra di football americano dell'università stessa, che è anche la più forte tra le squadre universitarie, la Saikyoudai, con Mamori come manager.

### Scheda
- Classe: 2º anno (inizio serie)
- Posizione offensiva: quarterback
- Posizione difensiva: safety
- Numero di maglia: #1
- Sollevamento massimale: 75 kg
- Tempo sui 40 yard: 5.1 secondi